# Noruego antiguo
El noruego antiguo es la antigua variante del idioma noruego que se habló entre los siglos XI y XIV, una etapa transitoria entre el nórdico antiguo occidental y el noruego medio. Su distinción respecto al nórdico antiguo es una cuestión de convención, y hace referencia a la variante de esta lengua que se hablaba en lo que hoy es Noruega.

## Características fonológicas y morfológicas
Una de las diferencias más tempranas e importantes entre el noruego antiguo y el islandés antiguo es la pérdida en el primero de la h en las combinaciones consonánticas hl-, hn- y hr- alrededor del siglo XI. Así, se tiene por ejemplo: en islandés antiguo hlíð «pendiente», hníga «reverencia» y hringr «anillo» frente al noruego antiguo líð, níga y ringr, respectivamente. Otra diferencia temprana fue que el islandés parece haber preservado distintas vocales nasales hasta el siglo XII.

## Noruego medio
La peste que diezmó a Europa en la Edad Media llegó a Noruega en 1349 (peste negra), matando a más del 60 % de la población, lo que pudo acelerar el desarrollo del idioma. El idioma hablado en Noruega entre 1350 y 1550 suele llamarse noruego medio. Este sufrió varios cambios: la gramática se simplificó, incluyendo la pérdida de casos gramaticales y de conjugaciones verbales de persona. Asimismo, tuvo lugar una neutralización en varios dialectos, de forma que muchas de las vocales al final de una palabra quedaron en una «e» común.
El repertorio fonémico también experimentó cambios. Las fricativas dentales sonora (ð) y sorda (þ) desaparecieron, fusionándose en general con sus variantes plosivas, representadas por d y t, respectivamente.